# Telenomus szelenyii
Telenomus szelenyii är en stekelart som beskrevs av Muesebeck 1974. Telenomus szelenyii ingår i släktet Telenomus och familjen Scelionidae. Inga underarter finns listade i Catalogue of Life.